# Roberto Streit
Roberto Streit (* 17. November 1983 in Rio de Janeiro) ist ein ehemaliger brasilianischer Autorennfahrer.

## Karriere
Seine Karriere begann Roberto Streit 1993 im Kartsport. 2000 fuhr er einige Rennen in der brasilianischen Formel Ford. Danach stieg er 2001 in die Wintermeisterschaft der italienischen Formel Renault ein und wurde auf Anhieb Meister. Nebenbei fuhr er in der brasilianischen Formel Chevrolet und wurde dort ebenfalls Meister. 2002 nahm Streit an der Formel Renault 2000, dem Eurocup und der italienischen Formel Renault teil. 2003 stieg er in die deutsche Formel Renault ein und absolvierte dort einige Rennen.
2004 und 2006 wechselte Roberto Streit in die Formel-3-Euroserie. Ab 2005 bis 2008 fuhr er in der japanischen Formel 3 und der Formel Nippon. Dabei gelangen ihm 10 Laufsiege. 
Nach einem Gastspiel in der Super GT-Serie 2008 wechselte er 2009 in den GT-Sport. Bei 5 Rennen im Rahmen der FIA-GT-Meisterschaft mit dem Team Sangari Team Brazil gelang ihm auf einer Corvette C6R ein Gesamtsieg bei den 2 Stunden von Paul Ricard sowie ein weiteres Podiumsergebnis beim Lauf in Budapest.
Sein letzter verzeichneter Renneinsatz ist ein Lauf in der Formula 3 South America 2011.

## Statistik

### Karrierestationen
- 1993: Kartsport
- 2001: Formel Renault
- 2004: Formel 3
- 2008: Formel Nippo